# Т-27

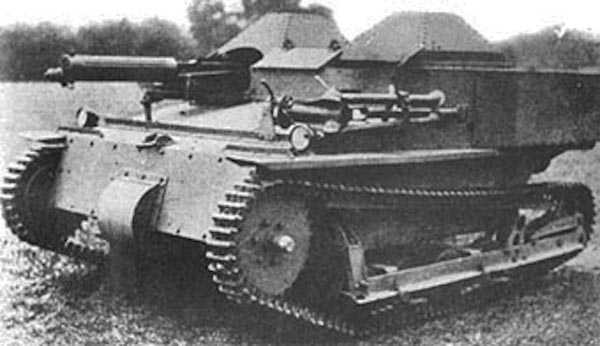
Английская танкетка Carden-Loyd Mk.IV, прототип Т-27

Т-27 — советская танкетка. Выпускалась в 1931—1933 годах.

## История создания
Первые проекты танкеток появились в Советской России уже в 1919 году, когда рассмотрены проекты «вездеходного бронированного пулемёта» инженера Максимова. Первый из них — проект одноместной танкетки массой 2,6 тонны с мотором 40 л. с. и бронёй 8—10 мм, с максимальной скоростью 17 км/ч и вооружённой одним пулемётом. Второй проект под названием «щитоноска», близок к первому, но отличался тем, что единственный член экипажа размещался полулёжа, что позволило резко уменьшить габариты и снизить вес до 2,25 т. Проекты не реализованы.
В 1920-х годах в мире был большой интерес к танкеткам. В СССР их активно продвигал М. Н. Тухачевский, назначенный в 1931 году начальником вооружений Рабоче-крестьянской Красной армии (РККА). В 1930 он добился создания учебного фильма «Танкетка» для пропаганды нового оружия, причём сценарий к фильму он написал сам. Неудивительно, что создание танкеток включено в перспективные планы создания бронетанкового вооружения. По трёхлетней программе танкостроения, принятой 2 июня 1926, до 1930 планировалось создать батальон (69 шт.) танкеток («пулемётов сопровождения», по тогдашней терминологии). В 1926 начато проектирование одноместной танкетки «Лилипут», но через некоторое время оно закрыто, поскольку машина требовала создания новой ходовой части и двигателя. 3 марта 1928 года защита нового проекта танкетки, названной Т-17. В ходовой части и трансмиссии использованы узлы опытного танка сопровождения Т-16, двигатель также «половинка» двигателя Т-16, бронекорпус позаимствовали от «Лилипута». Изготовлено 2 экспериментальных образца (первый к осени 1929), испытанных в 1930-м. Танкетка имела массу 1,95 т, экипаж 1 чел., броню 7—16 мм, двигатель мощностью 18 л. с. и скорость 17 км/ч. Вооружение из одного 6,5-мм пулемёта Фёдорова с боекомплектом 9000 патронов. По результатам испытаний от серийного производства Т-17 решено отказаться, главным образом из-за наличия всего одного члена экипажа, который не мог выполнять в бою все необходимые функции.
В 1929—1930 появляется проект танкетки Т-21 — экипаж из двух человек, броня 13 мм, в конструкции использовались узлы танков Т-18 и Т-17. Проект отклонён из-за недостаточной скорости. Примерно тогда же предлагаются проекты танкеток Т-22 и Т-23, классифицированных как «большие танкетки сопровождения». Они различались типом двигателя и размещением экипажа. После рассмотрения проектов, для изготовления опытной, выбрана Т-23, как наиболее дешёвая и реальная в постройке. В 1930 изготовлен опытный образец, причём в процессе изготовления подвергнутый многим доработкам, изменившим его почти до неузнаваемости. Но в серию и эта танкетка не пошла из-за высокой стоимости, сопоставимой со стоимостью танка сопровождения Т-18.
9 августа 1929 года выдвинуты требования по разработке колёсно-гусеничной танкетки Т-25 весом не более 3,5 т, с двигателем 40—60 л. с. и скоростью 40 км/ч. на гусеницах и 60 км/ч. на колёсах. На создание её объявлен конкурс. В ноябре 1929 из двух представленных проектов выбран один — уменьшенный танк типа «Кристи», но с рядом изменений, в частности, с возможностью движения на плаву. Разработка проекта столкнулась с большими трудностями и закрыта в 1932 году, не дойдя до изготовления экспериментального образца из-за высокой стоимости.
В начале 1930 года Великобританию посетила комиссия под руководством начальника управления механизации и моторизации (УММ) РККА И. А. Халепского и начальника инженерно-конструкторского бюро по танкам С. А. Гинзбурга. Комиссия имела целями ознакомление с передовыми образцами зарубежного танкостроения и, по возможности, их закупку. Комиссии продемонстрирована танкетка Carden-Loyd Mk.IV, самая удачная в своём классе (экспортировалась в шестнадцать стран мира). Комиссия решила закупить 20 танкеток, техническую документацию и лицензию на производство в СССР. В августе 1930 танкетка, получившая обозначение К-6, показана представителям командования РККА (в том числе и Тухачевскому) и произвела хорошее впечатление. Было решено организовать её крупномасштабное производство.
После изучения документации (конструкторский коллектив возглавлял Н. Н. Козырев) решено отказаться от детального копирования, а произвести доработку проекта с учётом отечественного опыта. 3 ноября 1930 года построен первый экспериментальный образец, отправленный после испытаний на доработку. К январю 1931 готов опытный образец Т-27. Сохраняя в основном конструкцию английского прототипа, он отличался несколько большими размерами, отсутствием вращающейся башни, усиленным бронированием (броневые листы соединялись заклёпками и частично электросваркой), большей ёмкостью бензобака, более широкими гусеницами, широким использованием освоенных промышленностью автомобильных агрегатов, отказались от продольного расположения моторно-трансмиссионного отделения. На вооружение РККА танкетка принята 13 февраля 1931 года, ещё до окончания испытаний. 2 августа 1931 года принимается постановление о программе танкостроения в условиях военного времени. По нему, в случае начала войны Т-27 должна была стать самым массовым видом танков — за первый год войны их планировали изготовить 16 тыс.

## Серийное производство
Выпуск Т-27 начал в 1931 завод «Большевик» (выпущено 45 машин), затем завод № 37 и ГАЗ. Всего было сдано 3297 танкеток. Выпуск Т-27, в отличие от выпуска других танков в то время, не сопровождался большими сложностями, поскольку танкетка была очень технологична (широко использовались автомобильные агрегаты).
| Модель | Производитель                   | 1931 | 1932 | 1933 | 1934 | Всего |
| ------ | ------------------------------- | ---- | ---- | ---- | ---- | ----- |
| Т-27   | З-д № 2 ВАТО/№ 37 (Москва)      | 303  | 1600 | 742  | 14   | 2659  |
| Т-27   | З-д Большевик/№ 174 (Ленинград) | 45   |      |      |      | 45    |
| Т-27   | ГЗА (Горький)                   |      | 83   | 323  |      | 406   |
| ХТ-27  | З-д № 2 ВАТО/№ 37 (Москва)      |      | 10   | 177  |      | 187   |
| Всего  | Всего                           | 348  | 1693 | 1242 | 14   | 3297  |

|           | 1931 | 1932 | 1933 | 1934 | Всего |
| --------- | ---- | ---- | ---- | ---- | ----- |
| РККА*     | 348  | 1610 | 1146 |      | 3104  |
| ОГПУ/НКВД |      | 78   | 96   | 14   | 188   |
| Турция    |      | 5    |      |      | 5     |
| Всего     | 348  | 1693 | 1242 | 14   | 3297  |

*Включая ОСОАВИАХИМ

## Конструкция
Т-27 являлась классической танкеткой, не имеющей башни. Компоновка танкетки отличалась большой плотностью. В передней части корпуса находилась трансмиссия, в средней части — двигатель и в задней части — экипаж, состоящий из 2 человек (механика-водителя и командира-пулемётчика). В верхней части корпуса имелось 3 откидывающихся колпака, закрывающих доступ к местам механика-водителя, командира-пулемётчика и к силовой установке.

### Бронирование
Броневая защита танкетки изготавливалась из листов катаной гомогенной брони, соединённой болтами и заклёпками на уголковом каркасе (на части машин применялась сварка). Броневые листы корпуса размещались по большей части вертикально, без наклона (за исключением части лобовой брони и верхних колпаков). Толщина брони в основном 10 мм (колпаки, кроме лобовой части, 6 мм). Бронирование обеспечивало защиту только от пуль стрелкового оружия и осколков мин и снарядов, да и то не во всех случаях.

### Вооружение
Танкетка была вооружена одним 7,62-мм пулемётом ДТ, расположенном в переднем щитке корпуса справа. Боекомплект пулемёта составлял 2520 патронов (40 магазинов), впоследствии боекомплект уменьшили до 28 магазинов (1764 патрона).

### Приборы наблюдения и связи
Т-27 не имела каких-либо приборов наблюдения и связи. Наблюдение в боевой обстановке осуществлялось механиком-водителем через смотровую щель, а пулемётчиком — через прицел пулемёта. Связь с другими машинами предполагалось поддерживать с помощью сигнальных флажков.

### Подвижность
Танкетка была снабжена четырёхтактным четырёхцилиндровым карбюраторным двигателем жидкостного охлаждения Форд-АА (ГАЗ-АА) мощностью 40 л. с., установленным маховиком вперёд. Трансмиссия (заимствовалась у грузового автомобиля Форд-АА/ГАЗ-АА) механическая, состояла из сухого однодискового сцепления, четырёхступенчатой КПП (4 передачи переднего хода и одна заднего) механизм поворота обеспечивал машине поворот на месте (минимальный радиус поворота при 1-й и 2-й передачах), простого дифференциала с колодочными тормозами. Танкетка имела блокированную подвеску полужёсткого типа, состоящей из шести на борт сдвоенных опорных катков, сблокированных попарно в тележки. Упругим элементом подвески являлись листовые рессоры. Гусеничный движитель танкетки состоял из мелкозвенчатой цепи цевочного зацепления с открытым шарниром, двух направляющих колёс заднего расположения с кривошипным механизмом натяжения гусеницы, 12 опорных катков с наружной амортизацией, двух ведущих колёс переднего расположения цевочного зацепления и двух мелкозвенчатых гусеничных цепей шириной 150 мм.

### Электрооборудование
Электрооборудование представляло собой однопроводную сеть напряжением 6 В. Система зажигания — батарейная, пуск двигателя производился электрическим стартером из отделения управления или снаружи (с помощью пусковой рукоятки).

## Модификации и машины на базе

САУ на базе Т-27

- Carden-Lloyd Mk.IV (Карден-Ллойд Мк IV) — английский прототип. Закуплено 20 шт. Именовалась К-6. К 1938 осталось 4 шт., которые были переданы в укрепрайоны для использования в качестве бронированных несамоходных огневых точек.
- Т-27 — серийный образец, в ходе производства вносились небольшие изменения (менялось крепление пулемёта, применялась сварка для сборки корпуса)[1]
- Т-27М — опытный вариант САУ с 37-мм пушкой Гочкиса. Разработан в 1931 году под руководством К. К. Сиркена. Изготовлены две машины: одна с 37-мм пушкой Гочкиса и пулемётом ДТ (в результате, масса увеличилась до 2920 кг) и одна с 37-мм пушкой Гочкиса. Для перевозки боекомплекта использовался небольшой гусеничный прицеп. Машины испытаны, но не переданы в войска[2]. Одна из построенных списана после испытаний, сведений о судьбе другой найти не удалось.
- огнемётная танкетка Т-27 (опытная) — разработана в 1930 году в инициативном порядке Г. К. Кратировым, в мае 1931 года начато производство первой машины, всего изготовлено 12. Вооружены пулемётом ДТ и ранцевым огнемётом с двумя 16-литровыми баками для огневой смеси. В результате испытаний установлено, что 32 литров огневой смеси хватает на 24-26 выстрелов, дальность выстрела 24-28 метров в зависимости от метеоусловий[3]
- ХТ-27 (БХМ-4) — огнемётная (химическая) танкетка образца 1932 года, с огнемётом КС-1 (пулемёт ДТ демонтирован, вместо него стрелка вооружали автоматической винтовкой). Максимальная дальность огнеметания 25 м. Выпускалась в 1932—1933 в количестве 187 шт.[3] Первый огнемётный танк в РККА. Вооружение — огнемёт. На 1 июня 1941 в войсках ещё оставались 33 огнемётные танкетки.
- МЗ-27. Минный заградитель обр.1934 года на базе Т-27, вооружённый пулемётом ДТ (с боекомплектом 2500 патронов) и 170 минами в барабане массой 480 кг[4]. Выпущено не менее 5 шт.
- танкетка снабжения — опытная, разработана в 1932—1933 гг. под руководством Н. И. Коротконожко. По бортам танкетки установлены два боковых кармана для транспортировки 40 патронных ящиков (880 кг) и 24 снаряженных пулемётных дисков. В результате, масса машины в боевом положении увеличилась до 3,5 тонн, что отрицательно сказалось на её надёжности и проходимости. После испытаний, в 1934 году изготовлен модифицированный образец ЗР («зарядный ящик») для транспортировки в боковых карманах 32 патронных ящиков общей массой 680 кг. На вооружение не приняты[5].
- Т-27 тягач. Приспособлены для буксировки 45-мм противотанковых пушек. Переоборудовались из линейных Т-27. Как правило, вооружение сохранялось, сверху приваривались поручни для перевозки расчёта. На 1 июня 1941 года 182 танкетки-тягача, некоторое количество переделано уже в ходе войны.
- ТТ-27 — телеуправляемая танкетка (выпущена опытная партия — 5 машин, 1932 год)
- СУ-76 — самоходная артиллерийская установка с 76-мм пушкой КТ-27, созданной на базе полковой пушки обр. 1927г., для сопровождения конных и моторизованных соединений. Разработана в 1933—1934 гг. Пушка устанавливалась на одной танкетке, а боекомплект и орудийный расчёт — на другой. Такое разделение создавало угрозу отрыва в бою расчёта и боеприпасов от орудия. Выпущено 5 опытных образцов. Машина оказалась перегруженной и не могла двигаться вне дорог. В ноябре 1936 года еще числились в составе РККА.
- СУ-3 — самоходная установка с 76-мм динамореактивной пушкой Курчевского. Разработана в 1933 году. Войсковые испытания установка не прошла из-за сильного демаскирующего действия орудия при выстреле, плохой баллистики и опасности в обращении.
- Т-27ПХ — танкетка подводного хождения с воздухозаборником, герметизированным корпусом и изменённой конструкцией выхлопной трубы. Танкетка преодолевала по дну водные преграды глубиной до 3 метров и могла находиться под водой до 30 минут. В 1934 году изготовлен 1 опытный образец[6].
- АС-Т-27 — аэродромный тягач на базе Т-27, оснащённый автомобильным стартёром КАС-2 для запуска авиационных двигателей. Разработан в 1938 году под руководством А. Сафронова, в течение 1939 года в АС-Т-27 переоборудованы несколько пулемётных танкеток Т-27[7]

## Эксплуатация и боевое применение

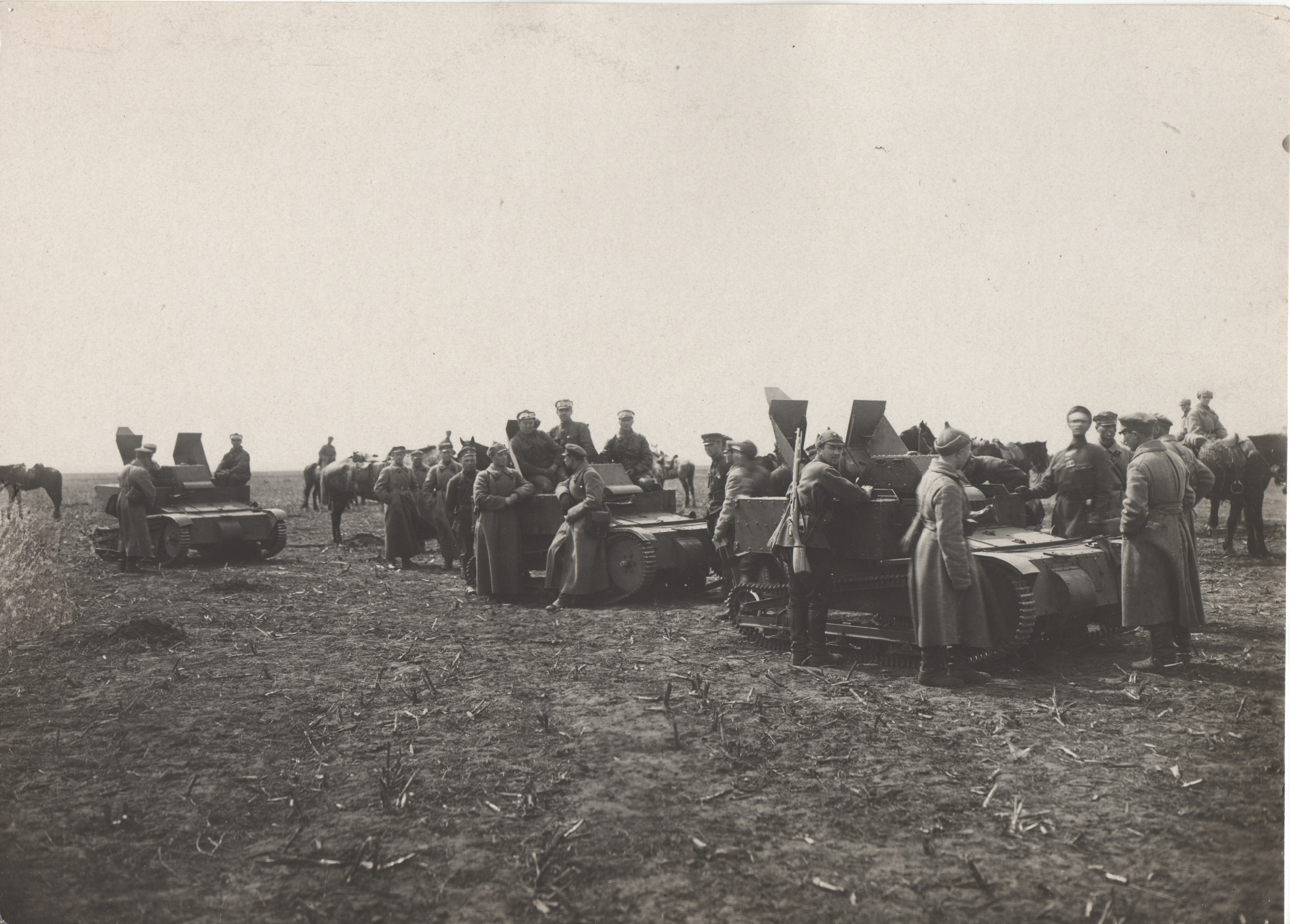
Т-27 на учениях 51-й Перекопской дивизии под Одессой, 1932 год.

Т-27 первоначально предполагалось использовать для разведки, связи и сопровождения в бою тяжёлых танков. Но для этого они оказались не очень подходящими. Танкетки поступили в стрелковые и кавалерийские дивизии для разведки и сопровождения конницы. В войсках Т-27 быстро стали рассматриваться скорее как учебные, а не боевые машины. В 1930-е годы они активно использовались для подготовки кадров автобронетанковых частей, часть изношенных танкеток передана в ОСОАВИАХИМ. Танкетки часто применяли на манёврах, парадах, а также в разных экспериментах, в частности, по авиационной транспортировке на внешней подвеске (устройство для подвески разработал А. Ф. Кравцев) самолёта и беспарашютному десантированию с малой высоты. Состояла на вооружении первого подразделения воздушно-десантных войск России советского периода — авиационного моторизованного десантного отряда (Авиамотодесантный отряд) (нештатный, опытный), сформированного в 1931 году по директиве от 18 марта 1931 года в Ленинградском военном округе (ЛВО), который предназначался для исследования вопросов оперативно-тактического применения и наиболее выгодных организационных форм авиационных десантных (воздушно-десантных) подразделений, частей и соединений. Эксплуатация танкетки в войсках показала, что она была достаточно простой и неприхотливой машиной.
Небольшое количество танкеток было поставлено на экспорт: в 1932 году 5 машин купила Турция и 15 — Монголия, одна танкетка в марте 1941 года попала в Туву.

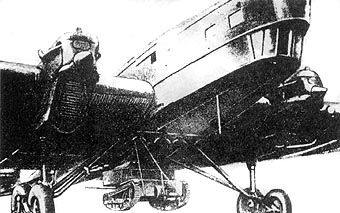
Бомбардировщик ТБ-3 с танкеткой Т-27, 1935 год

В боях Т-27 впервые участвовала в начале 1930-х, в операциях по борьбе с басмачами в Средней Азии. Более 100 Т-27 участвовало в советско-финской войне, несколько при этом было потеряно.
К 1938 году танкетка и машины на её базе уже рассматривались как устаревшие и планируемые к снятию с вооружения.  
Кроме РККА, в1932 — 1934 гг 188 танкеток, из которых 23 были химическими, получили войска ОГПУ/НКВД. Одна из них была потеряна в ходе борьбы с басмачами в Средней Азии. На 1 января 1939 года в войсках НКВД числилось 179 танкеток Т-27. На 1 января 1941 года на балансе наркомата уже не числились. 
| Модель          | Категория | ЛВО | ПОВО | ЗОВО | КОВО   | ОдВО | ЗакВО | САВО | ЗабВО | ДВФ     | АрхВО | МВО   | ПриВО | ОрВО | ХВО  | СКВО | УрВО | СибВО | Рембазы | Склады | Всего |
| --------------- | --------- | --- | ---- | ---- | ------ | ---- | ----- | ---- | ----- | ------- | ----- | ----- | ----- | ---- | ---- | ---- | ---- | ----- | ------- | ------ | ----- |
| Т-27 линейная   | 2         |     | 38   | 157  | 231    | 45   |       | 8    | 122   | 54      |       | 108   | 106   | 60   | 22   | 67   | 12   | 24    |         | 3      | 1057  |
| Т-27 линейная   | 3         |     | 4    | 86   | 61     | 22   | 12    |      | 6     | 93      | 8     | 53    | 68    | 23   | 16   | 2    | 19   | 58    |         |        | 531   |
| Т-27 линейная   | 4         |     | 25   | 149  | 76/46  | 36   | 3     |      | 6     | 129/114 | 8     | 10/2  | 25    | 43   | 32/4 | 11/2 | 5    | 16/6  | 115     | 66     | 755   |
| Т-27 линейная   | Всего     |     | 67   | 392  | 368/46 | 103  | 15    | 8    | 134   | 276/114 | 16    | 171/2 | 199   | 126  | 70/4 | 80/2 | 36   | 98/6  | 115     | 69     | 2343  |
| Т-27 тягач      | 2         | 28  | 27   |      | 8      |      |       |      |       |         |       | 1     |       | 4    | 6    |      |      |       |         |        | 74    |
| Т-27 тягач      | 3         | 35  |      |      |        |      |       |      |       |         |       |       | 3     | 6    | 3    |      |      |       |         |        | 47    |
| Т-27 тягач      | 4         | 38  |      |      | 15     |      |       |      |       |         |       |       |       | 8    |      |      |      |       |         |        | 61    |
| Т-27 тягач      | Всего     | 101 | 27   |      | 23     |      |       |      |       |         |       | 1     | 3     | 18   | 9    |      |      |       |         |        | 182   |
| Т-27 химическая | 2         |     |      |      |        |      |       |      |       |         |       | 1     |       | 2    |      |      |      |       |         |        | 3     |
| Т-27 химическая | 3         |     |      | 3    |        |      |       |      |       |         |       |       | 3     |      |      |      |      |       |         |        | 6     |
| Т-27 химическая | 4         |     |      |      | 3/3    |      |       |      |       | 17/1    |       |       |       |      |      |      |      |       | 4       |        | 24    |
| Т-27 химическая | Всего     |     |      | 3    | 3/3    |      |       |      |       | 17/1    |       | 1     | 3     | 2    |      |      |      |       | 4       |        | 33    |
| Итого           | Итого     | 101 | 94   | 395  | 394/49 | 103  | 15    | 8    | 134   | 293/115 | 16    | 173/2 | 205   | 146  | 79/4 | 80/2 | 36   | 98/6  | 119     | 69     | 2558  |

Войну Т-27 встретила в самых разных подразделениях — они входили в механизированные корпуса (МК; так, в 35-й танковой дивизии 9-го МК на 1 июня 1941 года семь танкеток Т-27), как штатно, так и вне штата (использовались для подготовки механиков-водителей новых танков для сбережения их моторесурсов и для обеспечения боевой подготовки). Например, в 10-й танковой дивизии было 40 внештатных танкеток Т-27. Некоторое количество танкеток имелось в стрелковых дивизиях и укрепрайонах. Перед началом войны началось формирование пяти отдельных танковых батальонов по 50 Т-27 в каждом для обороны побережья Балтийского и Чёрного морей. Так, 3-я отдельная стрелковая бригада ПОВО на Моонзундских островах должна была получить 12-й батальон. Данных о том, были ли эти батальоны сформированы, нет. Некоторое количество было переделано в машины для запуска моторов самолётов. Несколько сот танкеток использовали войска НКВД.
Большая часть танкеток западных округов оставлена неисправными в местах дислокации (как 40 Т-27 10-й танковой дивизии) и захвачена противником, но часть участвовала в боях - например на минском направлении. Последние встречающиеся упоминания об их боевом применении — бои под Москвой (где Т-27 использовались и как танки поддержки пехоты, и как тягачи для противотанковых пушек), и в Крыму в конце 1941 года.
Их эксплуатация продолжалась и после окончания Второй Мировой войны. Так, на 20 декабря 1945 года на Дальнем Востоке находились 200 танкеток Т-27. На 28 мая 1946 года на балансе ГБТУ все ещё состояли 196 машин, которые предлагали списать.

## Страны-эксплуатанты
- СССР
- МНР — 15 танкеток Т-27, поставленные в 1932 году, которые были сведены в отдельную танкетную роту.
- ТНР — 1 танкетка, поставлена в марте 1941 года
- Турция — 5 танкеток Т-27, поставленных в 1932 году
- Иран — 1 танкетка
- Нацистская Германия — несколько трофейных машин (минимум 2 танкетки), которые получили обозначение Panzerkampfwagen T-27A 734(r). Использовались в полицейских частях.
- Венгрия — 9 экземпляров, получившие номера Н-024 — Н-032. Три танкетки из девяти были перевооружены 20-мм пушками, но об их использовании ничего неизвестно.
- Румыния — захвачено 2 танкетки Т-27, но об их использовании информации нет

## Оценка проекта
Концепция танкетки, «бронированного самоходного пулемёта», дешёвого и массового, устарела к середине 1930-х годов. Оказалось, что танк такого небольшого размера в принципе не может быть сбалансированным. Он также не был и дешёвым.
Т-27 критиковалась за очень плотную компоновку, неудобное расположение членов экипажа из-за размещения двигателя в середине корпуса без какого-либо ограждения между местами водителя и стрелка. Жёсткая ходовая часть создавала сильную тряску на большом ходу. Из-за стеснённости мест экипажа приходилось подбирать для Т-27 малорослых людей. Большим недостатком являлось отсутствие средств связи. Бронирование танкетки было удовлетворительным для конца 1920-х годов, но к середине 1930-х в армиях различных стран стали появляться в больших количествах малокалиберные противотанковые пушки, не оставлявшие танкеткам никаких шансов.
К моменту же производства Т-27 вполне соответствовала мировому уровню, что неудивительно, поскольку её прототипом была танкетка, признаваемая лучшей в своём классе. Ни польская TKS, ни итальянская CV3/33 или чешская LT vz.33 не имели перед Т-27 особых преимуществ. В вермахте некоторым аналогом танкеток был PzKpfw I, но он был вдвое крупнее, сильнее вооружён и бронирован. Впрочем, к 1939 году и он безнадёжно устарел.
На 1941 год реальные боевые возможности Т-27 были невелики. Его броня пробивалась с дистанции порядка 200—300 м бронебойными немецкими винтовочными пулями S.m.K.H. калибра 7,92 мм, то есть даже при отсутствии у противника специальных противотанковых средств приближаться к нему на Т-27 было рискованно. Против же имевшихся в большом количестве в вермахте 7,92-мм противотанковых ружей PzB 39, не говоря уже о противотанковых пушках, Т-27 была беззащитна на дистанциях их эффективной стрельбы.
Однако не стоит считать, что Т-27 к 1941 была совершенно бесполезной машиной. Она вполне могла применяться для патрулирования, охраны штабов, как бронированный тягач и транспортёр (так, например, вермахт широко использовал устаревшие немецкие и французские танки для охраны мостов, аэродромов и т. п., а также для борьбы с партизанами). Низкий силуэт Т-27 способствовал её маскировке, что позволяло достаточно эффективно применять её в обороне.
Некоторое количество танкеток Т-27 было захвачено вермахтом в 1941 году. В ряде источников, например, иллюстрированном справочнике И. П. Шмелёва, утверждается о использовании Т-27 вермахтом для вспомогательных целей (патрулирование, тягач для противотанковых пушек). Согласно той же книге, Т-27 передавались союзникам нацистской Германии, например, Венгрии было поставлено 9 экземпляров, несколько досталось Румынии и использовались в их вооружённых силах.
Кроме того, 10 танкеток было поставлено в Монголию.
Танкетка Т-27 была лёгкой, что позволяло её использовать в десантных войсках. А также при наступлении, по быстро сделанным мостам и переправам. Танкетку можно было протащить через горы и болота, чего с более тяжёлыми аппаратами сделать куда сложнее. Также мосты в те времена в сельской местности часто имели грузоподъёмность 2-3 тонны. Т-27 незаменим для поддержки пехоты в наступлении, когда танки просто не смогли проехать к месту сражения.

## Сохранившиеся экземпляры

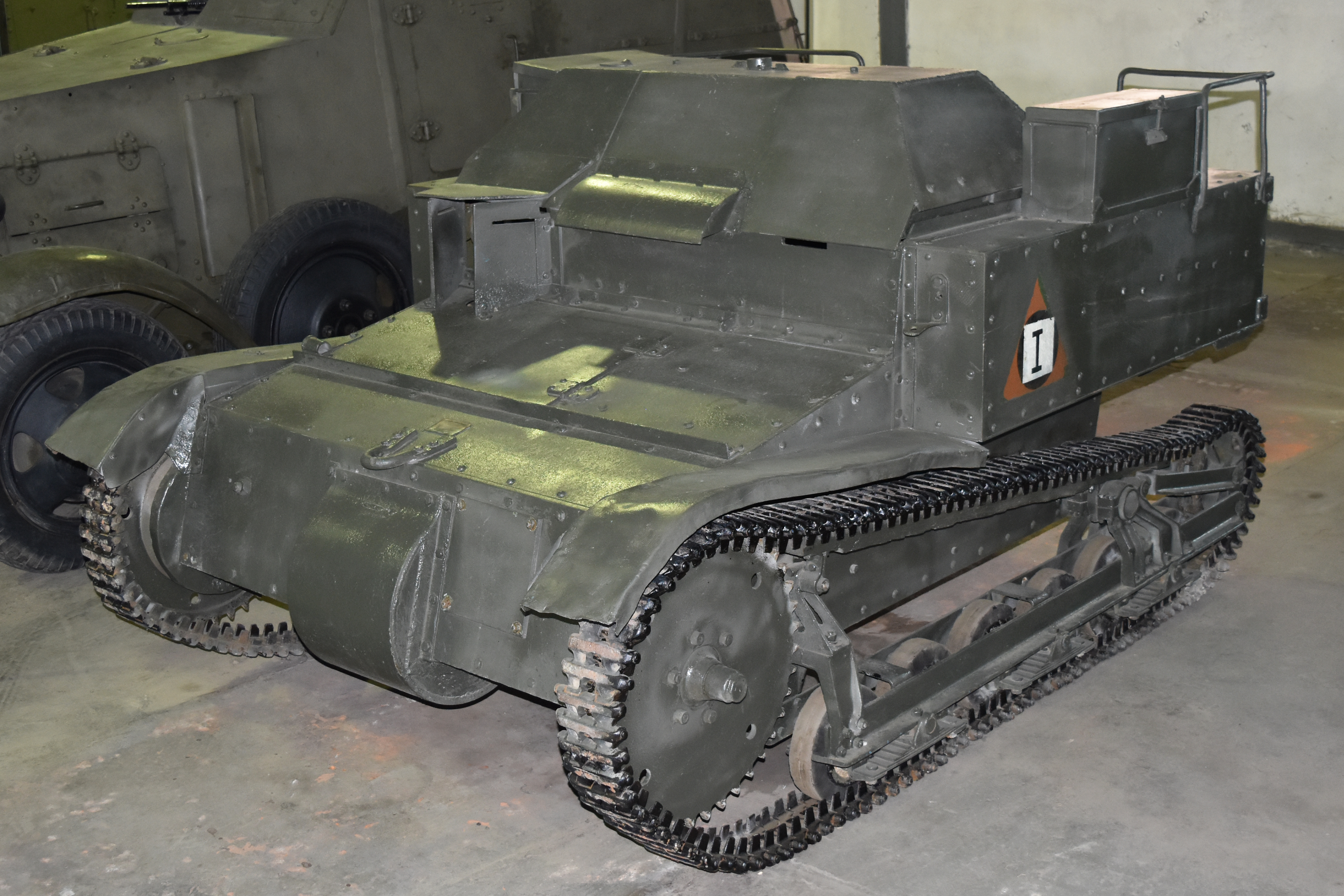
Т-27 в Кубинке, 2017 г.

- В экспозиции Парка «Патриот», Кубинка, Московская область[11]. В 2000-е гг. находилась на постаменте у Ангара №1 МБВТ.
- Памятник 42-му стрелковому корпусу в Алакуртти, Мурманская область. Найдена в районе села и установлена на постамент в 1989 г.
- В экспозиции Музея военной техники «Боевая слава Урала» в Верхней Пышме. Реплика с использованием настоящих элементов от уничтоженных танкеток.

Также, реплики танкетки Т-27 находятся в экспозиции Музея Победы на Поклонной горе, Москва и на открытой площадке бронетехники Музея Великой Отечественной войны в Киеве.